# 하에바루정
하에바루정(일본어: 南風原町)은 일본 오키나와현 오키나와섬 남부에 있는 시마지리군의 정이다.

## 지리
나하시를 포함한 6개 시정으로 둘러싸여 있어 현재 오키나와현에서 유일하게 바다와 접하지 않은 자치체이다.

### 인접한 자치체
- 나하시
- 도미구스쿠시
- 난조시
- 야에세정
- 니시하라정
- 요나바루정

## 역사
삼산 시대에는 추잔(중산)에 속했다.
- 1908년 4월 1일 - 도서정촌제 시행으로 하에바루촌이 형성되었다.
- 1980년 4월 1일 - 정으로 승격하였다.

## 교통

### 도로
- 오키나와 자동차도
- 나하 공항 자동차도
- 국도 329호선
- 국도 507호선